# Poste-frontière d'Imatra
Pour les articles homonymes, voir Enso.
Le poste-frontière d'Imatra (finnois : Imatran raja-asema) ou Imatra–Enso est un poste-frontière situé à Imatra en Finlande et Enso en Russie,.

## Géographie
Le poste frontière est ouvert chaque jours 24h/24.
Il est situé à l'extrémité de la route principale 62.